# Campo Novo do Parecis
Pour les articles homonymes, voir Campo Novo.
Campo Novo do Parecis est une ville brésilienne de l'État du Mato Grosso. Sa population est estimée à 22,322 habitants. (2007 IBGE)

## Maires
| Période | Période | Identité           | Étiquette | Qualité |
| ------- | ------- | ------------------ | --------- | ------- |
| 2009    | 2012    | Mauro Valter Berft | PMDB      |         |